# Filialkirche Maria, Hilfe der Christen (Wien)

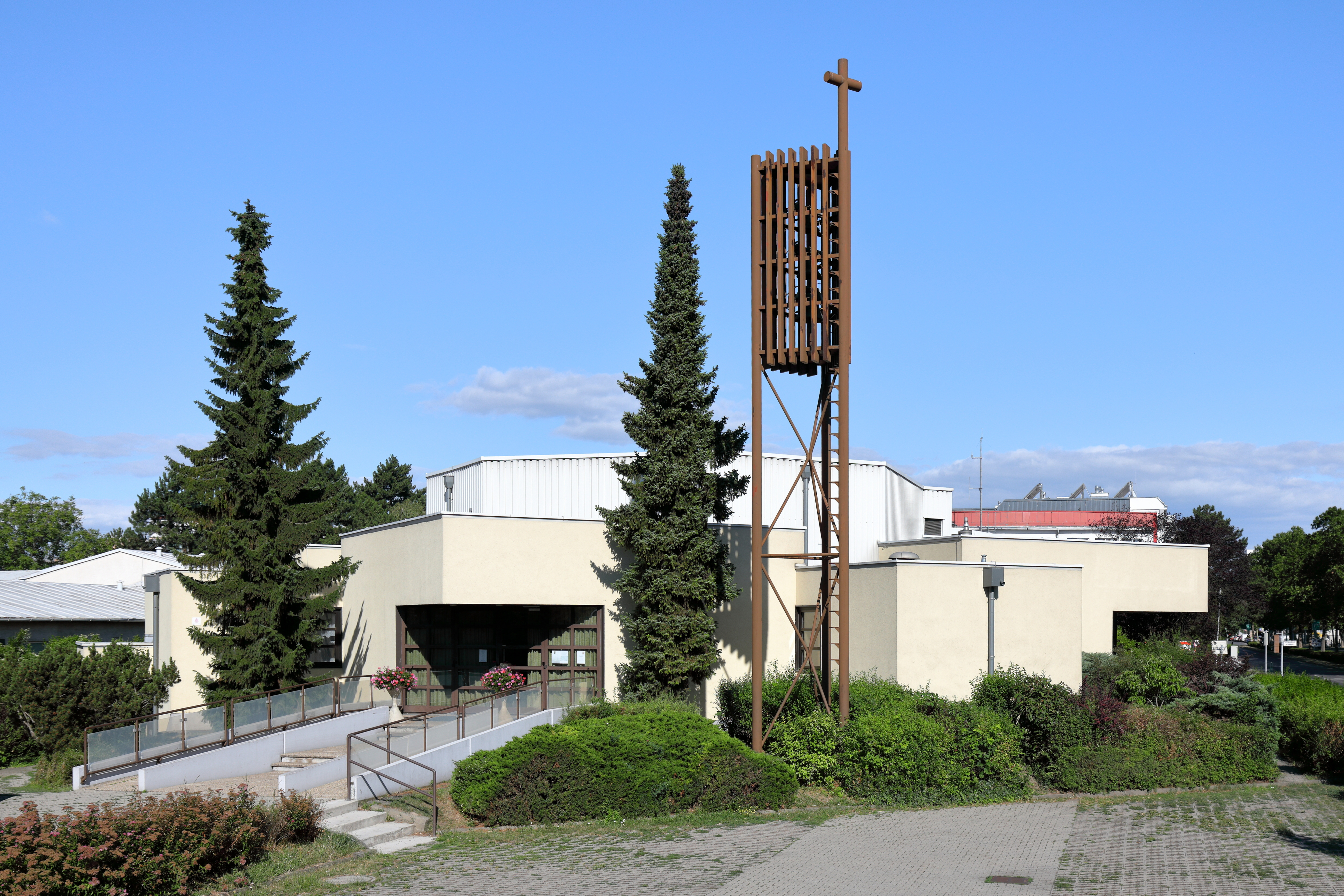
Filialkirche Stadlau (Maria, Hilfe der Christen)

Die Filialkirche Maria, Hilfe der Christen – auch bekannt als VOEST-Kirche – war eine römisch-katholische Kirche der Pfarre Stadlau im gleichnamigen Stadtteil im 22. Wiener Gemeindebezirk Donaustadt, in der Erzherzog-Karl-Straße 176.
Sie wurde ab Mai 1979 nach einem Entwurf des Architekten Franz Xaver Goldner und den Ausführungsplänen des Architekturbüros der VOEST Alpine errichtet. Am 23. März 1980 wurde sie vom Erzbischof-Koadjutor Franz Jachym konsekriert, sowie als Filialkirche der Stadlauer Pfarrkirche inkorporiert. Das Gebäude ersetzte eine zum Sakralbau umgestaltete Militärbaracke, die am 19. Juli 1959 als Notkirche geweiht wurde.
Die VOEST-Kirche bestand aus einem oktogonalen, zweigeschoßigen Mittelbau, der quadratisch mit seitlichen, eingeschoßigen Sekundärräumen umgeben, und wird mit diagonalen Erschließungsräumen in Kreuzform abgeschlossen war. Ostseitig am Vorplatz befand sich ein Stahlrohrturm mit Kreuz. Er beherbergte drei Bronzeglocken. Die Chorwand verfügte über Betonglasfenster vom Wiener Künstler Wilhelm Kocian (1942–2010) aus dem Jahre 1979.
2019 wurde die als nicht mehr sanierbar geltende Kirche profaniert, 2020 wurde sie abgerissen. Sie soll durch einen Wohnbau mit Seelsorgeraum ersetzt werden.